# World Cube Association
World Cube Association (WCA) er en verdensomspændende non-profit organisation, der regulerer og afholder konkurrencer for mekaniske puslespil, som betjenes ved at dreje grupper af stykker, almindeligvis kendt som "twisty puzzles" eller "cubes".

## Historie
WCA blev grundlagt med det formål at skabe en standardiseret konkurrenceplatform for twisty puzzles, som inkluderer den populære Rubiks terning. Siden 2003 har WCA organiseret konkurrencer og anerkendt verdensrekorder i forskellige twisty puzzles-discipliner.

## Konkurrencer
WCA afholder årligt mange konkurrencer over hele verden, hvoraf flere finder sted i Danmark. Konkurrencerne tiltrækker deltagere fra alle aldersgrupper, og der konkurreres i forskellige discipliner, herunder 2x2x2 til 7x7x7 terninger, Pyraminx, Megaminx, og mange andre. Konkurrencerne i Danmark er ofte organiseret af Dansk Speedcubing Forening.

## liste af discipliner i WCA
•3x3x3 terning (Den originale Rubiks terning)
•2x2x2 terning
•4x4x4 terning
•5x5x5 terning
•6x6x6 terning
•7x7x7 terning
•3x3x3 med bind for øjnene
•3x3x3 i færrest træk
•3x3x3 med en hånd
•Clock
•Megaminx
•Pyraminx
•Skewb
•Square-1
•4x4x4 med bind for øjnene
•5x5x5 med bind for øjnene
•3x3x3 multi-blind

## Struktur og administration
WCA ledes af et team af frivillige, der arbejder for at sikre fair og spændende konkurrencer. Organisationen fastsætter regler og retningslinjer for konkurrencerne og sikrer, at verdensrekorderne bliver nøjagtigt målt og registreret.
1. ↑  World Cube Association
2. ↑  https://www.guidestar.org/profile/82-3825954
3. ↑  Danish Championship 2022 | World Cube Association
4. ↑  World Cube Association
5. ↑  Dansk Speedcubing Forening – Medlem af World Cube Association